# Salli Sachse
Salli Sachse (nacida Sally Irene Rogers; San Diego, 25 de junio de 1946) es una actriz, modelo y fotógrafa estadounidense, que hizo apariciones en alrededor de 20 películas entre 1964 y 1969.

## Biografía
Nacida como Sally Irene Rogers, comenzó su carrera como modelo, ganando el concurso de belleza Miss La Jolla y siendo finalista de Miss America. En 1963, se casó con el estudiante de medicina y cantante folk Peter Sachse; él tenía 23 años y ella 19.
Según ella, un director la descubrió a principios de 1964 cerca de su casa de La Jolla en San Diego (California), y le preguntó si le gustaría protagonizar una beach party film («película de fiestas en la playa»), un género incipiente y popular en aquella época. Pronto consiguió un contrato de siete años con American International Pictures. Su primera aparición fue como una chica surfista en la película Muscle Beach Party (1964). También apareció en Bikini Beach y Pajama Party, ambas también de 1964.  Sachse aparecería en varias beach party films, generalmente junto a Patti Chandler, incluyendo Beach Blanket Bingo (1965), How to Stuff a Wild Bikini (1965) y Dr. Goldfoot and the Bikini Machine (1965).
Sachse también aparecería junto a Chandler (y otro habitual del cine de fiestas playeras, Frankie Avalon) en El millón de ojos de Sumuru (1967). Sachse se encontraba en Hong Kong filmando la película cuando el 12 de julio de 1966 recibió una trágica noticia: Su esposo, Peter Sachse, murió en un accidente aéreo junto al actor y amigo de la pareja, Philip G. Bent; ambos viajaban a bordo de un AT-6 convertido a civil, propiedad de y pilotado por Bent, cuando este se estrelló cerca de la zona de playa WindanSea de La Jolla cuando bajó demasiado de altitud. El accidente tuvo lugar delante de la esposa de Bent, Linda Bent (quien, como Salli Sachse, había sido una habitual del cine de fiestas en la playa, bajo el nombre de «Linda Opie») y otros bañistas. Al ser notificada de la muerte de su esposo, abandonó el rodaje de El millón de ojos de Sumuru inmediatamente y regresó a los Estados Unidos.
«Este fue un gran hito en mi vida», explicó Sachse más tarde. «Estaba pasando por un momento difícil porque sentía que me habían arrancado el corazón». Añadió que «después del funeral de Pete, volví a Los Ángeles e intenté mantenerme ocupada», y, aunque el estudio «fue realmente genial» y la mantuvo bajo contrato después de enviudar, «este fue el comienzo de un gran cambio en mi vida: el cuento de hadas se rompió y estalló. Me sentí muy triste durante mucho tiempo. Tuve que hacer mucho para mantenerme a flote y sentirme bien». Posteriormente, solo se la vio en las películas The Trip (1967) y Wild in the Streets (1968), y en un episodio de la serie de televisión Mannix (1969), antes de terminar su carrera como actriz.
Sachse luego se convirtió en parte del entourage de Crosby, Stills, Nash & Young durante dos años como su fotógrafa personal. En esa capacidad, asistió al Altamont Speedway Free Festival, recordado por el asesinato de un asistente, aunque ella y la banda ya habían abandonado el concierto en el momento del asesinato, al darse cuenta de la significativa violencia en el evento. Pasaría la década de 1970 viviendo como artista en Europa, y tras regresar a los Estados Unidos, obtuvo una licenciatura en Bellas Artes y una maestría en psicología.

## Filmografía
- Muscle Beach Party (1964)
- Bikini Beach (1964)
- Pajama Party (1964)
- Beach Blanket Bingo (1965)
- Ski Party (1965)
- How to Stuff a Wild Bikini (1965)
- Sergeant Deadhead (1965)
- Dr. Goldfoot and the Bikini Machine (1965)
- The Ghost in the Invisible Bikini (1966)
- Fireball 500 (1966)
- Thunder Alley (1967)
- Devil's Angels (1967)
- El millón de ojos de Sumuru (1967)
- The Trip (1967)
- Wild in the Streets (1968)
- Mannix (1969) (serie de televisión, episodio «The Girl Who Came in with the Tide»)